# NGC 5760
NGC 5760 est une galaxie spirale située dans la constellation du Bouvier. Sa vitesse par rapport au fond diffus cosmologique est de 6 161 ± 14 km/s, ce qui correspond à une distance de Hubble de 90,9 ± 6,4 Mpc (∼296 millions d'al). NGC 5760 a été découverte par l'astronome germano-britannique William Herschel en 1791.
La classe de luminosité de NGC 5760 est I. 